# Oricle de Reims
Saint Oriculus (en français saint Oricule ou saint Oricle) est un martyr rémois légendaire  qui aurait vécu au Ve siècle. 
Le seul auteur ancien qui nous parle de lui est, au Xe siècle,  Flodoard dans son Histoire de l'Église de Reims (livre 1, chapitre 8). 
Selon Flodoard, donc, Oriculus, « serviteur de Dieu », vivait avec ses sœurs Oricula et Basilica à Senuc, dans une église qu'il avait construite. Ils y furent massacrés par les Vandales (comprenons : les Huns), à l'époque où les mêmes barbares martyrisaient l'évêque saint Nicaise.
La légende de saint Oricle est une céphalophorie. Décapité, il lava lui-même sa tête dans une fontaine, puis, la prenant dans ses mains, il gagna le tombeau qu'il s'était d'avance préparé. Il avait aussi tracé sur une pierre une croix avec son sang et, au temps de Flodoard, certains disaient qu'on l'y voyait encore.
La révélation du saint est elle aussi miraculeuse : un paysan reçut, pendant son sommeil, l'ordre de recouvrir d'un toit la fontaine où il avait lavé sa tête. Bien que l'ordre lui fut réitéré, il négligea de le faire. Il tomba malade et resta alité une année entière. Il fit enfin le vœu d'obéir, guérit aussitôt et alla construire autour de la fontaine une sorte de cabane en planches. 
Ceux qui en buvaient l'eau se trouvaient guéris de toutes sortes de maladies. Mais inversement, un prêtre du lieu nommé Betto qui manqua de respect au point de se faire préparer un bain avec l'eau d'un puits creusé par le saint en contrebas de l'église (le puits paraît distinct de la fontaine), tomba en langueur ; sa maladie dura une année, comme celle du paysan, mais en fin de compte il ne recouvra jamais entièrement ses forces.
On ouvrit le tombeau du saint à l'époque de l'archevêque Seulfus (922-925) - où plutôt la terre s'ouvrit d'elle-même et un sarcophage s'en éleva avant que les terrassiers puissent se mettre au travail. On y découvrit, ensevelis ensemble, les corps d'Oricle et de ses deux sœurs.
Oricle n'eut jamais qu'un culte très localisé. On connaît à Senuc même, depuis 1058, un prieuré de Saint-Oricule qui dépendait de l'abbaye Saint-Remi de Reims. C'est apparemment le seul endroit où l'on a célébré sa fête (à la date du 18 novembre). L'église de Senuc conserve une intéressante statue du saint, en bois peint du XVIIe siècle. Quant à la fontaine du miracle, elle a disparu et on l'identifie aujourd'hui au lavoir du village.
Il avait aussi une chapelle à Clermont-en-Argonne, fondée en 1358 par la comtesse Yolande de Bar en son honneur ; elle la donna aux chanoines de Beauchamp   qui dépendaient de l'ordre du Val-des-Écoliers.